# منوچهر یکتایی
منوچهر یکتایی (به انگلیسی: Manoucher Yektai) (متولد سال ۱۳۰۱ در تهران – درگذشته ۲۸ آبان ۱۳۹۸) نقاش و شاعر آمریکایی ایرانی‌تبار بود. او از برجسته‌ترین نقاشان سبک اکسپرسیونیسم انتزاعی مرتبط با جنبش مکتب نیویورک و از پیشگامان نقاشی معاصر ایران بود. از ویژگی اصلی آثار او می توان به بی‌تکلف بودن اشاره کرد.
یکتایی تا ۲۲ سالگی در ایران زندگی کرد. او تحصیل در دانشکده هنرهای زیبا را نیمه تمام رها کرد و تحصیلات اش را در دانشسرای عالی ملی هنرهای زیبای پاریس و آمریکا به اتمام رساند.
اولین نمایشگاه انفرادی او در سال ۱۳۳۰ در نیویورک بر پا شد و آثار او در محافل هنری نیویورک مورد توجه قرار گرفت. چند سال بعد آثار او در شهرهای دیگری چون واشینگتن، شیکاگو و بالتیمور به نمایش درآمد و موزه هنرهای مدرن نیویورک یک تابلو و دو طرح از او خرید.
یکتایی ذاتاً شخصیتِ قانون‌گریزی دارد، از هر قاعده و گروه و تعلق به هر مکتب و مسلکی می‌گریزد، هم در نقاشی و هم در شعر. در مقاله‌ی گزارش‌مانندی که در ۹ ژانویه‌ی ۱۹۸۳ درباره‌ی او در نیویورک‌تایمز چاپ شده می‌گوید «من تلاش می‌کنم نقاش معاصری باشم. یعنی نقاش نویی باشم، نقاش همین زمانه، گونه‌ای نقاشی که شما تا بحال ندیده و تجربه نکرده‌اید. این شامل چیزهای بسیاری می‌شود. من دوست ندارم مرا جزیی از هیچ گروهی بدانند.» در سال ۱۹۵۰ او به کلوب هنرمندان «مکتب نیویورک» وارد می‌شود، و از آنجا به بعد نام او با «اکسپرسیونیست انتزاعی» پیوند می‌خورد، اما او همچنان اصرار دارد جزءِ هیچ مکتبی در نقاشی نباشد. وقتی نقاشی‌های فیگوراتیوش را منتقدان آبستره می‌نامند، خود او می‌گوید «من این‌ها را فیگور می‌نامم. اگر آنها بگویند فیگور است، من می‌گویم آبستره است.»
یکتایی جایگاه خود را به عنوان یک هنرمند ایرانی در مکتب نقاشان نیویورک در کنار هنرمندانی چون جکسون پالک و ویلم دکونینگ تثبیت کرد. دربارهٔ آثار او نوشته شده‌است:
"منوچهر یکتایی نقاش خوشبختی‌ها و حالات خوش و ظریف جهان ماست و در حالی که با شیوه‌ای نو کار می‌کند رمانتیسم و شادی‌های زندگی را فراموش نکرده‌است، مثل این است که اصلاً به درد و رنج کاری ندارد و از این تأثری که بسیاری از افراد انسانی را می‌سوزاند و رنج می‌دهد باخبر نیست و در جهانی ورای عادی سیر می‌کند."
یکتایی و زن سابقش منیر شاهرودی فرمانفرماییان دختری به نام نیما داشتند.یکتایی در بامداد ۲۸ آبان ماه در آمریکا درگذشت. او از همسر دوم امریکایی‌اش، نیکی، سه فرزند دیگر دارد.

## شعرهای منوچهر یکتایی
یکتایی شعرهایش را از دهه‌ی بیست در مجلاتی چون «اطلاعات هفتگی» منتشر می‌کند. در این دوره شاعران عموماً شعرهایشان را در مجلات منتشر می‌کردند. به گفته‌ی خودِ یکتایی، او قبل از اینکه اصلاً بداند نقاشی چیست، شور شاعری در سر داشته و خود را شاعر می‌دانسته است. اما روزی در سن هجده سالگی با مهدی ویشکایی ملاقات می‌کند و ویشکایی یکی از پرتره‌هایش را به او نشان می‌دهد و آن شب تا نزدیک صبح با هم در خیابان‌های تهران قدم می‌زنند و گفتگو می‌کنند و فردای آن روز یکتایی از رفتن به مدرسه‌ی سن‌لویی و جلسه‌ی امتحان سر باز می‌زند و تصمیم می‌گیرد نقاش شود. با وجود مخالفت خانواده، یکتایی به دانشکده‌ی هنرهای زیبا می‌رود و آنجا بعد از آشنایی با نقاشی مدرن یکسره دل‌بسته‌ی آن می‌شود، اما شعر را رها نمی‌کند. خیلی زود، در سال ۱۹۴۵ (۱۳۲۳ خورشیدی) برای دنبال کردن حرفه‌ی نقاشی عازم امریکا می‌شود و برای همیشه جلای وطن می‌کند. دو سالی در فرانسه به سر می‌برد و زمانی که متوجه می‌شود پاریس دیگر بعد از جنگ جهانی دوم مرکز هنری دنیا نیست و حالا نیویورک مرکز پیشروترین هنرمندان دنیا شده است، در سال ۱۹۴۷ به امریکا و نیویورک بازمی‌گردد. در امریکا شعر بلند «فالگوش» را آغاز می‌کند، شعری که یازده سال نوشتن آن طول می‌کشد و بالاخره در سال ۱۳۴۸ با مقدمه‌ی کوتاه ابراهیم گلستان در ایران منتشر می‌شود... به‌نظر می‌رسد بعد از «فالگوش»، یکتایی دیگر شعری منتشر نمی‌کند، تا دهه‌ی هفتاد که باز تک‌وتوک شعرهایی از او در «مجله‌ی کلک» و بعد از آن در «مجله‌ی بخارا» منتشر می‌شود. در همین سال‌ها مجموعه‌هایی از اشعار او را نشر روزن در امریکا منتشر می‌کند، و یک کتاب دیگر از او با عنوان «کارنامه سیمرغ» در سال ۱۳۸۴ با همکاری نشر روزن و سالی در ایران چاپ می‌شود. کتاب‌هایی که از او مانده با سال خلقِ آنها، آنطور که خودش نوشته، به این ترتیب است:
احوال بی‌معالجه ۱۹۵۷-۱۹۵۵
کج، ناراحت و شاهد ۱۹۶۳-۱۹۵۶
فالگوش ۱۹۶۹-۱۹۵۸
حنظل ۱۹۷۰-۱۹۶۹
کارنامه‌ی سیمرغ ۱۹۷۹-۱۹۷۵
خویِ کاغذ سفید ۱۹۹۳-۱۹۸۲
مدار درنگ ۱۹۹۶-۱۹۹۳
جعبه رنگ ۲۰۰۶-۱۹۹۷
شعر برای یکتایی هرگز تفنن یا حرفه‌ی دوم نبوده است. در مقاله‌ی نیویورک‌تایمز یکتایی می‌گوید «وقتی می‌نویسم نمی‌توانم نقاشی کنم. وقتی نقاشی می‌کنم نمی‌توانم بنویسم و از شعر باز می‌مانم. واقعاً آرزو دارم طرز کاری داشتم که می‌توانستم به هر دوی اینها بپردازم یا دو زندگی جداگانه داشتم که وقتم را صرف هر دوی اینها می‌کردم، چون درگیری با هر دوی اینها را عاشقانه دوست دارم.»

نمونه‌ای از شعر یکتایی، از کتاب «جعبه رنگ»:
یادی نخنما
نفسی آواز
            تصنیفی کهن
مرا سپرده به یادی نخنما
احوالِ واله‌ام
               در اتاقک خاطرم
یادهای پوسیده ولو کرده
تو     چندبار دوست داشته‌ای
کِی بوده که برای دستت
                       از راه    گُلِ خودرو چیده‌ای
تو با چراغ قدم می‌زنی    یا با ماهتاب
من آب‌ام    در تاریکی به راه نشت می‌کنم
                                                نسیمم
من با نگاهِ دورِ دوستانم
وجود به نگاهِ عزیز     می‌سپارم
نه     از کنج و رخوت    حوصله تنگ چرا
برخیزم     رها شوم     بگریزم از درهمی
یکی دو ورق چیز بخوانم
که از من بهتر    سخای صبح را در نگاه
                        از گُل شکفته‌تر می‌شناسد
دهنی آواز    یادی پوسیده    گل و بته‌ای رفته
مچاله  خموده‌ام ته صندلی
مچالگی‌ام  می‌خواهد
                          بتابد
                            بگشاید
                                   پَرِ پروازم بنثارد
برخیزم دیگر
به کارم برسم
چراغ بیاورم 

## گزیده نمایشگاه‌های انفرادی
Woodstock، نیویورک 1949
گالری Grace Borgenicht، نیویورک 1951, 1952, 1953
American Associated Artists، نیویورک 1956
گالری Poindexter، نیویورک 1957, 1958, 1961, 1962, 1964
Felix Landau Gallery، لوس آنجلس 1959
گالری Semia Huber، زوریخ، سویس 1960,1961, 1963, 1965
گالری Anderson Meyer، پاریس، گالری Feingarten، شیکاگو، ایلینوی 1962
گالری Picadilly، لندن، انگلستان 1961, 1962, 1964, 1970
گالری Gertrude Kasle، دیتروید، میشیگان 1965, 1966
گالری Elaine Benson، نیویورک 1966. 1967, 1972, 1973, 1975, 1984, 1996
گالری زند، تهران 1356، 1357
گالری Alex Rosenberg، نیویورک 1981, 1984
پاریس-نیویورک، Kent Fine Art، منت، کانتیکات 1988